# Guignardia reticulata
Guignardia reticulata är en svampart som först beskrevs av Augustin Pyrame de Candolle, och fick sitt nu gällande namn av Aa 1973. Enligt Catalogue of Life ingår Guignardia reticulata i släktet Guignardia,  och familjen Botryosphaeriaceae, men enligt Dyntaxa är tillhörigheten istället släktet Guignardia,  och familjen Mycosphaerellaceae. Arten är reproducerande i Sverige. Inga underarter finns listade i Catalogue of Life.